# A Jagged Era
Albums de Jagged Edge
J.E. Heartbreak
(2000)
A Jagged Era est le premier album du groupe de RnB américain Jagged Edge, sorti en octobre 1997.
Avec un peu moins de 500 000 copies de vendues aux États-Unis il atteint de justesse le statut de platine certifié par la RIAA. C'est un succès modéré pour l'époque au niveau commercial mais l'album reçu de très bonnes critiques notamment grâce aux deux singles sortis comme The Way That You Talk et I Gotta Be. L'album est totalement produit par Jermaine Dupri qui est omniprésent sur la plupart des pistes soit en featuring ou en assurant les arrières voix.
Avec cet album, les Jagged Edge se posent aussi comme sérieux candidat dans le style Slow Jam alors spécialité de groupe comme Jodeci, Boyz II Men ou encore Dru Hill. C'est aussi le début d'une rivalité entre eux et le groupe One Twelve, apparu un an avant eux, de l'écurie Bad Boy Records.

## Liste des chansons
1. Slow Motion
2. Addicted To Your Love
3. I Gotta Be
4. Wednesday Lover
5. Funny How
6. The Way That You Talk (avec Da Brat et Jermaine Dupri)
7. The Rest of Our Lives
8. I'll Be Right There (avec Busta Rhymes)
9. Ready & Willing
10. Ain't No Stoppin' (avec Jermaine Dupri)